# 山木 (名古屋市)
山木（やまき）は、愛知県名古屋市西区の地名。現行行政地名は山木一丁目及び山木二丁目。住居表示未実施。

## 地理
名古屋市西区北西部に位置する。

## 歴史

### 沿革
- 1972年（昭和47年）11月21日 - 西区山田町大字平田の一部より成立[1]。

## 世帯数と人口
2019年（平成31年）2月1日現在の世帯数と人口は以下の通りである。
| 丁目       | 世帯数  | 人口    |
| ---------- | ------- | ------- |
| 山木一丁目 | 319世帯 | 684人   |
| 山木二丁目 | 663世帯 | 1,615人 |
| 計         | 982世帯 | 2,299人 |

### 人口の変遷
国勢調査による人口の推移
| 2000年（平成12年） | 1,418人 | [ WEB 6 ] |  |
| 2005年（平成17年） | 1,566人 | [ WEB 7 ] |  |
| 2010年（平成22年） | 1,718人 | [ WEB 8 ] |  |
| 2015年（平成27年） | 1,669人 | [ WEB 9 ] |  |

## 学区
市立小・中学校に通う場合、学校等は以下の通りとなる。また、公立高等学校に通う場合の学区は以下の通りとなる。
| 丁目       | 番・番地等 | 小学校               | 中学校               | 高等学校 |
| ---------- | ---------- | -------------------- | -------------------- | -------- |
| 山木一丁目 | 全域       | 名古屋市立平田小学校 | 名古屋市立平田中学校 | 尾張学区 |
| 山木二丁目 | 全域       | 名古屋市立平田小学校 | 名古屋市立平田中学校 | 尾張学区 |

## 交通

### バス
- 名古屋市営バス（名古屋市交通局）
  - 平田口停留所

### 道路
- 国道302号（名古屋環状2号線）
- 愛知県道63号名古屋江南線（名草線）
- 愛知県道59号名古屋中環状線

## 施設

### 山木一丁目
- 松池公園

0.24ヘクタールの街区公園。1971年（昭和46年）10月15日開園。
- 名古屋市立平田中学校（平田地域スポーツセンター）

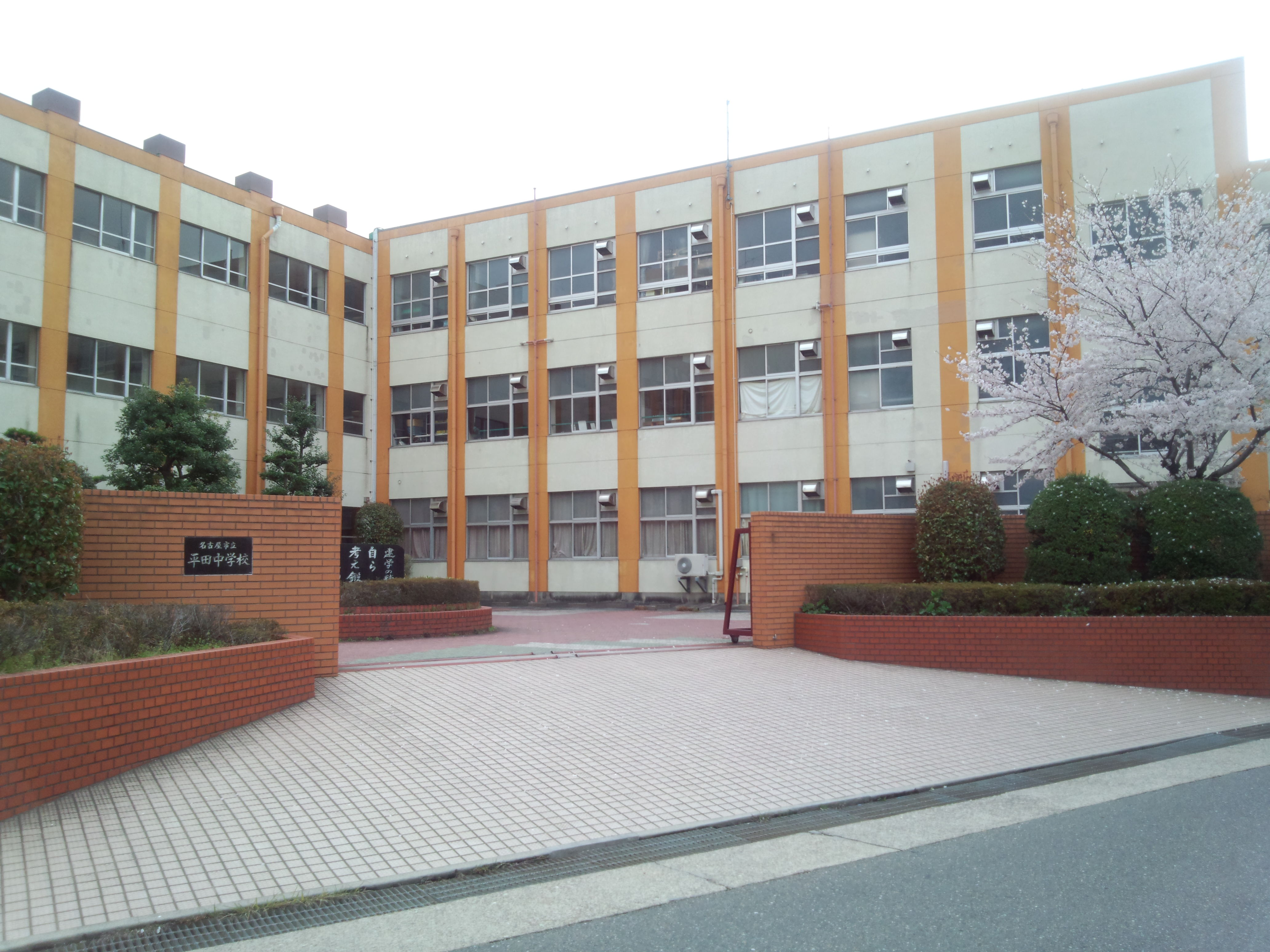
名古屋市立平田中学校（2013年3月）

### 山木二丁目
- 山ノ木公園

0.19ヘクタールの街区公園。1971年（昭和46年）10月15日開園。
- 壱町公園

0.24ヘクタールの街区公園。1971年（昭和46年）10月15日開園。
- 秋葉神社
- 名古屋市平田学校体育センター

1993年（平成5年）4月10日、名古屋市教育委員会が学校建設予定地として確保している土地を有効活用するための施設として設置された。

## その他

### 日本郵便
- 郵便番号 : 452-0833[WEB 3]（集配局：名古屋西郵便局[WEB 12]）。

### WEB
1. 1 2  “愛知県名古屋市西区の町丁・字一覧”.   人口統計ラボ. 2017年10月7日閲覧。
2. 1 2  “町・丁目(大字)別、年齢(10歳階級)別公簿人口(全市・区別)”.   名古屋市 (2019年2月20日). 2019年3月10日閲覧。
3. 1 2  “郵便番号”.  日本郵便. 2019年3月10日閲覧。
4. ↑  “市外局番の一覧”.   総務省. 2019年1月6日閲覧。
5. ↑  名古屋市役所市民経済局地域振興部住民課町名表示係 (2015年10月21日). “西区の町名一覧”.   名古屋市. 2017年10月7日閲覧。
6. ↑  名古屋市役所総務局企画部統計課統計係 (2005年7月1日). “（刊行物）名古屋の町(大字)・丁目別人口 (平成12年国勢調査) 西区” (xls). 2017年10月8日閲覧。
7. ↑  名古屋市役所総務局企画部統計課統計係 (2007年6月29日). “平成17年国勢調査　名古屋の町(大字)別・年齢別人口 西区” (xls). 2017年10月8日閲覧。
8. ↑  名古屋市役所総務局企画部統計課統計係 (2012年6月29日). “平成22年国勢調査　名古屋の町(大字)別・年齢別人口 西区” (xls). 2017年10月8日閲覧。
9. ↑  名古屋市役所総務局企画部統計課統計係 (2017年7月7日). “平成27年国勢調査　名古屋の町(大字)別・年齢別人口” (xls). 2017年10月8日閲覧。
10. ↑  “市立小・中学校の通学区域一覧”.   名古屋市 (2018年11月10日). 2019年1月14日閲覧。
11. ↑  “平成29年度以降の愛知県公立高等学校（全日制課程）入学者選抜における通学区域並びに群及びグループ分け案について”.   愛知県教育委員会 (2015年2月16日). 2019年1月14日閲覧。
12. ↑  郵便番号簿 平成29年度版 - 日本郵便. 2019年03月10日閲覧 (PDF)

### 書籍
1. 1 2  名古屋市計画局 1992, p. 765.
2. 1 2 3 4 5 6  名古屋市農政緑地局管理部緑地管理課 1996, pp. 32–33.
3. ↑  名古屋市教育委員会事務局総務部企画経理課 2018, p. 161.